# Vanilla edwallii
Vanilla edwallii är en orkidéart som beskrevs av Frederico Carlos Hoehne. Vanilla edwallii ingår i släktet Vanilla och familjen orkidéer. Inga underarter finns listade i Catalogue of Life.